# وادي غريفة
وادي غريفة، أو واد غريفة، هو واد مغربي، يقع شمال مدينة أصيلة، وبالضبط على مستوى جماعة أقواس بريش. يبلغ طول هذا النهر 54 كيلومترا، ينبع من جبال بني ڭرفط بالريف الغربي ويصب في المحيط الأطلسي. ما بين سنتي 2006 و 2007، لاحظ مجموعة من الباحثين وجود لبومة المستنقعات قرب الوادي، مما يعتبر نادرا في شمال المغرب، حيث يتميز واد غريفة بنظام بيئي غني، ويعد جزءا من محمية بحيرة وادي تاهدارت بطنجة. ساحل مصب واد غريفة هو ساحل رملي، ويلتوي واد غريفة عند المصب داخل منطقة واسعة تشكل ديلتا واد غريفة قبل أن يصل إلى البحر، كما يجتاز الواد أراضي مستغلة فلاحيا وصناعيا مثل أحواض استخراج الملح ومضارب التون عند المصب.

## صور

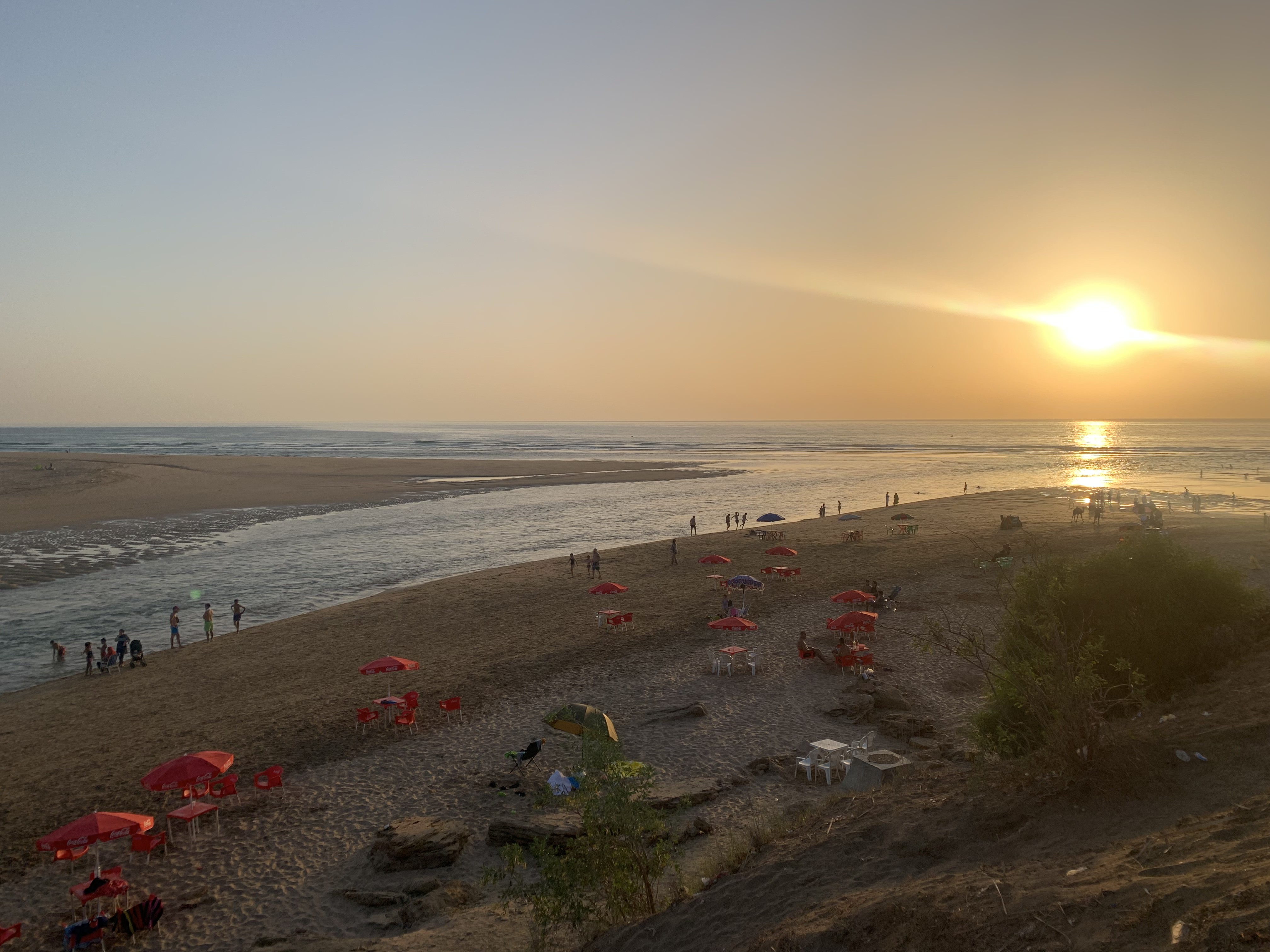
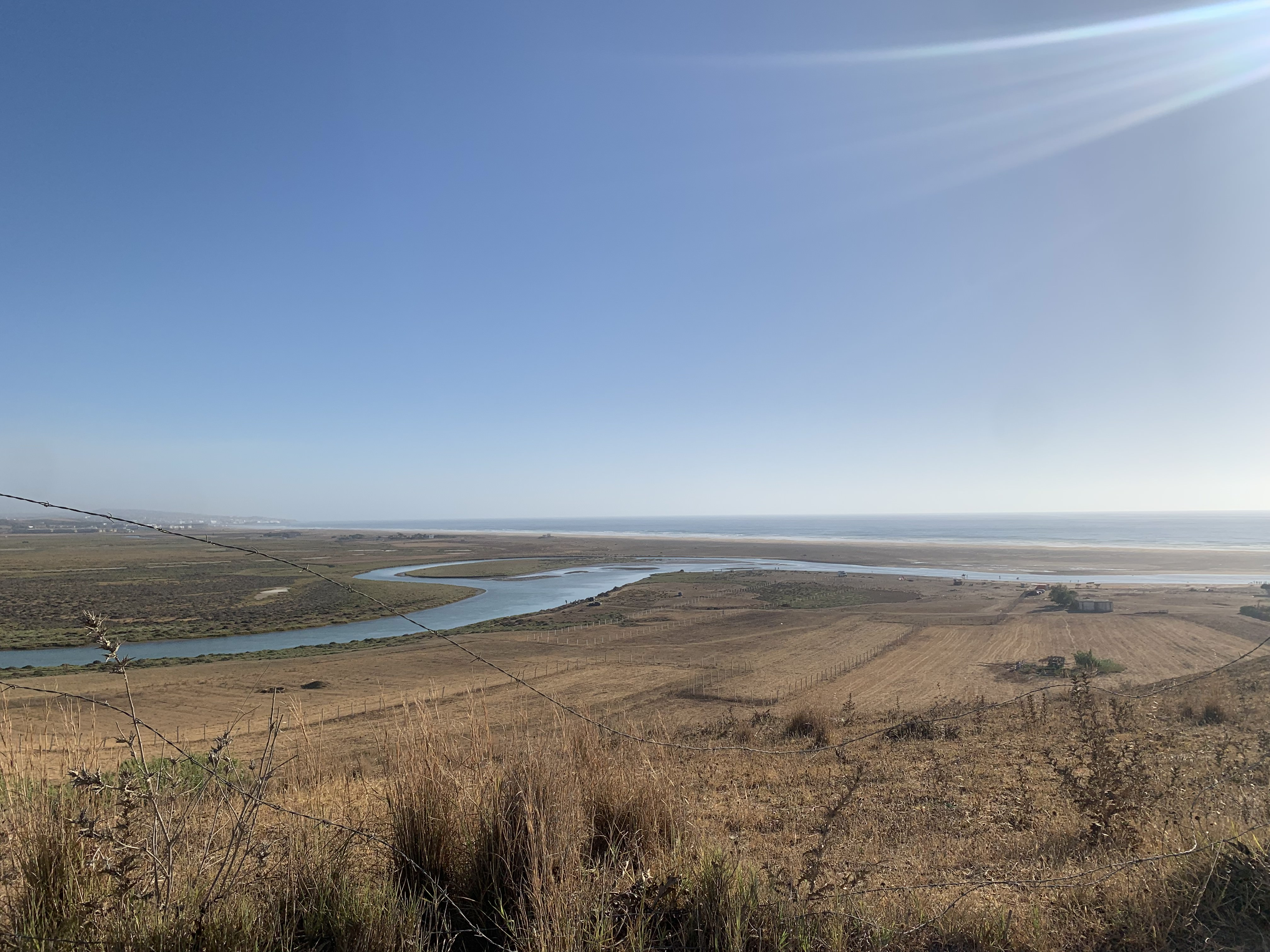
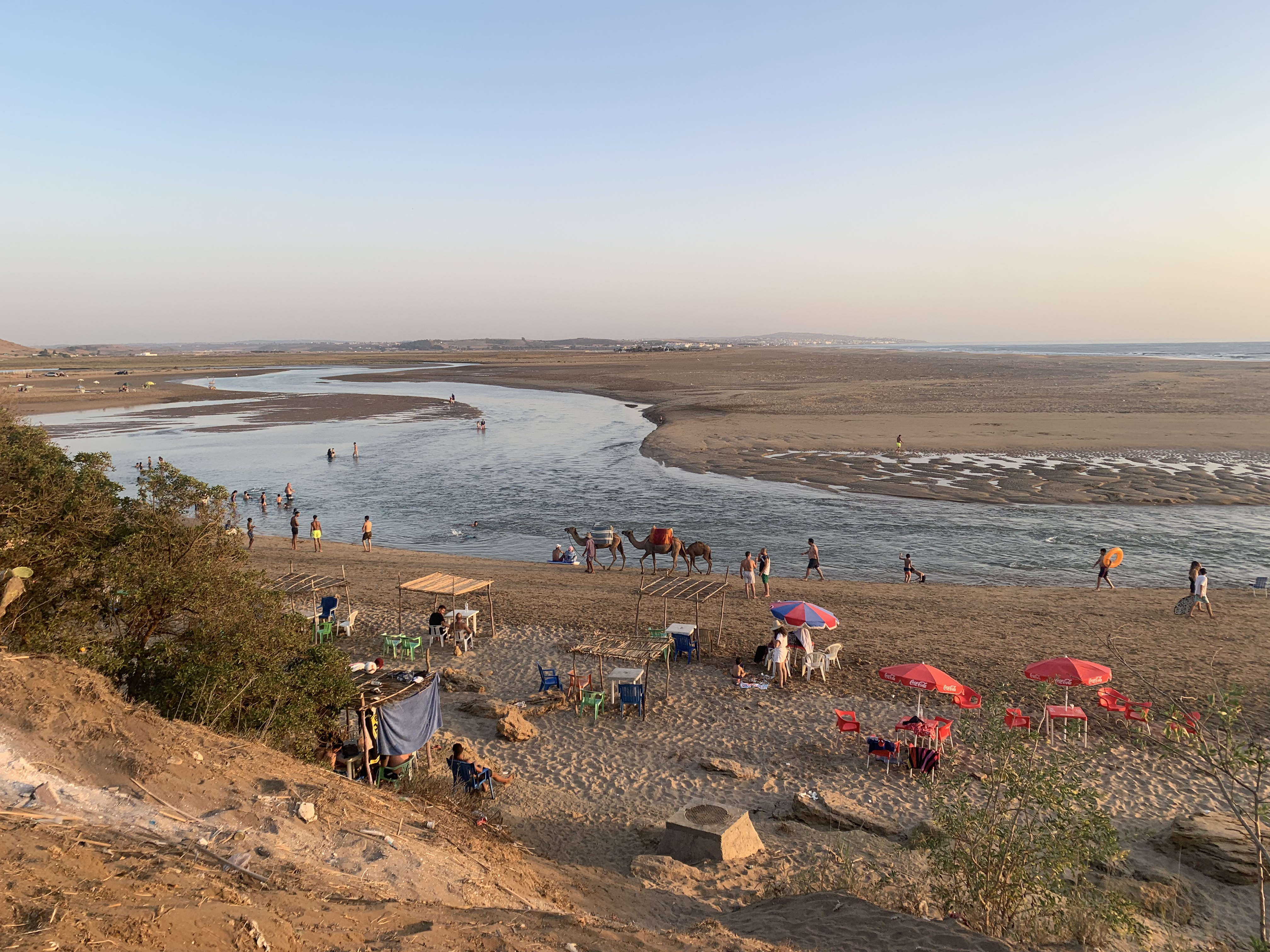
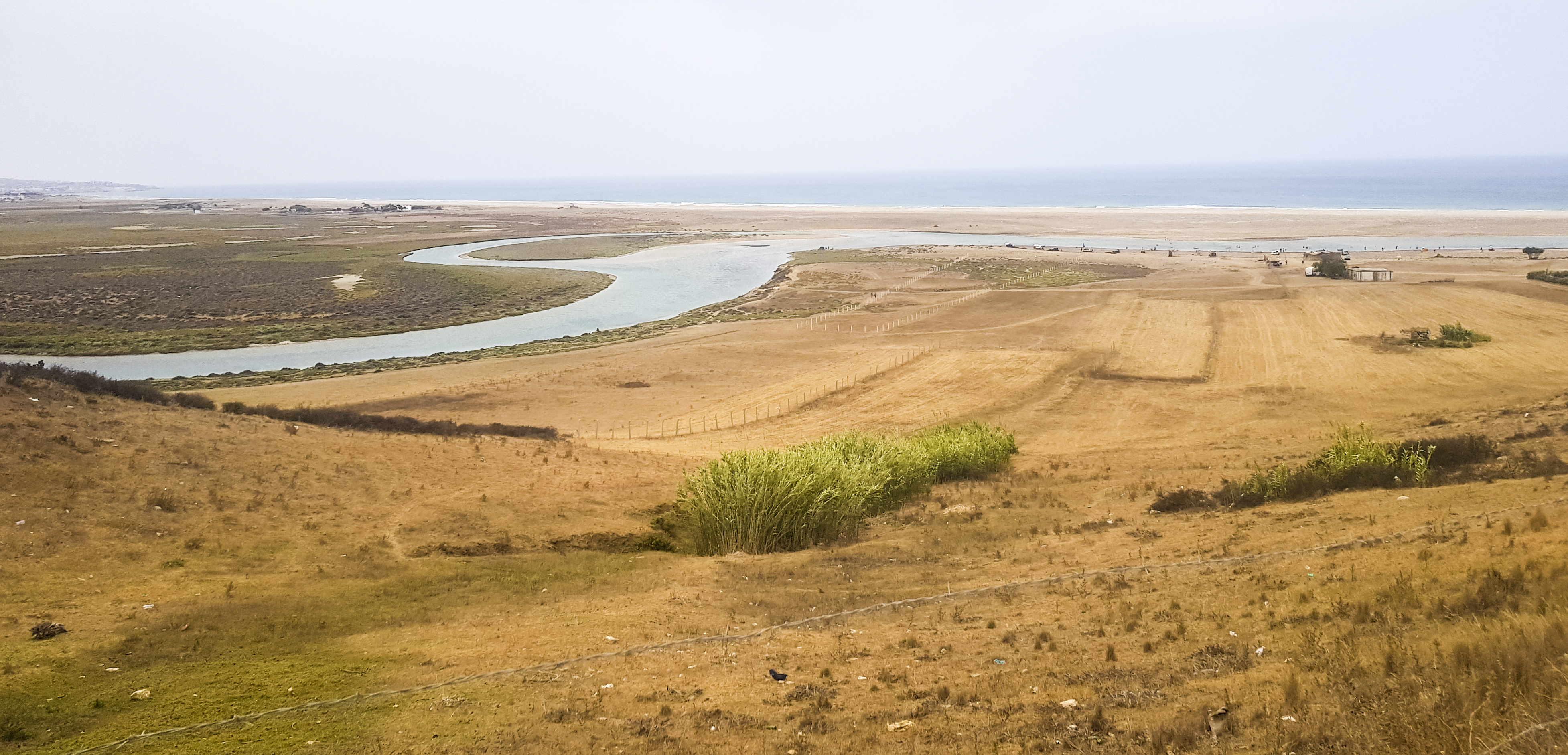